# Puppentheater Plappermaul
Das Puppentheater Plappermaul ist ein Puppentheater in Heidelberg. Rechtsträger ist der 2008 gegründete Puppentheater Plappermaul e.V.

## Geschichte
Das Puppentheater Plappermaul entstand 1999 auf die Initiative von Winfried und Simone Hildenbeutel. Im darauffolgenden Jahr erfolgte der erste Auftritt – mit einer selbstgebauten mobilen Guckkastenbühne und dem ersten selbst verfassten Theaterstück. Schon bald stießen weitere engagierte Spieler hinzu und verstärkten das Ensemble. Mit seinem schnell wachsenden Repertoire spielte das Theater von da an insbesondere in Schulen, Kindergärten und Gemeindehäusern in und um Heidelberg. Dank eines Artikels in der Rhein-Neckar-Zeitung fand das Puppentheater Plappermaul 2004 eine feste Bleibe und hatte bis 2014 mit dem Stephanushaus der evangelischen Emmaus-Gemeinde in Heidelberg-Pfaffengrund einen festen Spielort. Dort realisierte das Team des Puppentheaters im Jahr 2013 insgesamt 132 Vorstellungen und durfte ca. 9.200 Besucher begrüßen. Nach langer Suche fand das Puppentheater mit dem „Alten Waschhaus“ im Steinhofweg 20 eine neue Spielstätte, die nach intensiven Umbau- und Renovierungsarbeiten am 1. November 2015 eröffnet wurde. Daneben spielt das Puppentheater Plappermaul mit seiner mobilen Guckkastenbühne auch regelmäßig in Kindergärten und Schulen.
Das Puppentheater Plappermaul ist seit 2003 Mitglied im Bund deutscher Amateurtheater sowie im Landesverband Amateurtheater Baden-Württemberg. Es finanziert sich ausschließlich über die Erlöse aus Vorstellungen und durch Mitgliedsbeiträge.

## Repertoire
Das Repertoire richtet sich an Kinder zwischen drei und acht Jahren. Den Programmschwerpunkt bilden Eigenproduktionen, hauptsächlich Märchen und Kasperstücke. Ergänzt wird das Programm durch Gastspiele.
- Zwerg Nase, Märchen nach Wilhelm Hauff
- Der Teufel mit den drei goldenen Haaren, Märchen nach Jakob und Wilhelm Grimm
- Der Hase und der Igel, Märchen nach Jakob und Wilhelm Grimm
- Der Zauberpudding, Eigeninszenierung
- Kasper auf großer Fahrt, Eigeninszenierung
- Kasper und der Bücherwurm, Eigeninszenierung
- Der Schatz der Pyramide, Eigeninszenierung
- Die gestohlenen Noten, Eigeninszenierung
- Kasper auf Schatzsuche, Eigeninszenierung
- Kasper und die Gummibärchen, Eigeninszenierung
- Kasper lernt zaubern, Eigeninszenierung
- Die Jagd nach dem verlorenen Ei, Eigeninszenierung